# Vers politique
Le vers politique (en grec : πολιτικός στίχος - politikós stíkhos), aussi appelé décapentasyllabique (en  grec : δεκαπεντασύλλαβος - dekapentasíllavos, litt. '15-syllabes') est une forme métrique que l’on retrouve dans la poésie grecque populaire et folklorique depuis le Moyen-Âge jusqu’à nos jours. Il s’agit d’un vers iambique de quinze syllabes basé sur l’accent porté sur les mots plutôt que sur la longueur des voyelles.
Le terme « politique » n’a pas ici le sens qu’on lui donne aujourd’hui en français lié au gouvernement d’un État. Il dérive plutôt du sens originel du mot grec « πολιτικός », signifiant civil ou civique c’est-à-dire qu’il était utilisé dans la poésie séculière ou laïque, pour plaire aux gens de la ville ou de la cité. Il fut largement utilisé dans les poèmes laudatifs adressés aux membres de la famille impériale.
On l’appelle également “ἡμαξευμένοι στίχοι” (imaxevméni stíkhi, litt. « tel un chariot sur une route pavée ») parce que les mots y circulent sans heurt comme un chariot sur une surface plane bien aménagée.

## Historique

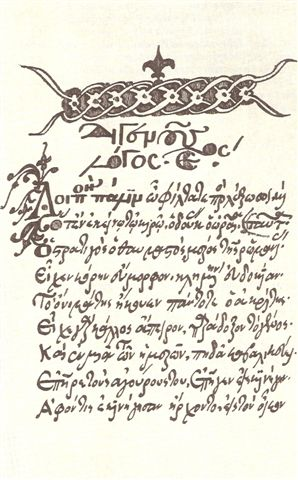
Un manuscrit de l'épopée Digenis Akritas à la Bibliothèque nationale de Grèce.

À ses débuts, la littérature byzantine était rédigée dans une langue rigide appelée « koinè » incorporant un vocabulaire et des tournures grammaticales héritées de la Grèce antique. La langue vernaculaire n’était guère acceptée en littérature par l’élite éduquée et Anne Comnène, devant inclure un chant populaire dans un texte, se crut obligée de le traduire en « koinè ».
Bien que l’on retrouve l’ancêtre du vers politique dans la poésie orale, spécialement le kontakion  vers le VIe siècle alors qu’il se présente sous forme d’insertions dans d’autres formes de vers, ce n’est que vers le Xe siècle qu’il fit son apparition dans la littérature écrite.
Les plus anciens vers politiques parvenus jusqu’à nous sont contenus dans le « Livre des Cérémonies » de Constantin VII (r. 913 – 959). Ils reprennent un chant/danse célébrant le printemps et devaient être interprétés à  « l’hippodrome des bouchers », en lien avec la fête des Lupercales. Quelques autres vers rédigés au cours du Xe siècle commémorent la mort de Léon VI (886 - 912) et celle  de Christophe, le fils ainé de Romain Lécapène (r. 920 - 944). Vient ensuite un poème du manuscrit de Skylitzès, écrit en 959 à l’occasion de la mort de Constantin VII (r. 913 – 959).
À cette époque la structure métrique se transforma : la distinction entre voyelles courtes et longues, base de la métrique jusqu’alors, disparait au profit d’une structure métrique tonale. Au XIe siècle, Michel Psellos (1018 – 1078) écrivit à l’intention de l’empereur Constantin IX Monachos un court poème didactique intitulé « Vers politiques à l’intention de l’empereur Constantin Monomaque sur la grammaire ». Le siècle suivant voit se multiplier les expériences visant à intégrer la langue populaire  dans la littérature .
Le premier poète dont nous conservons de tels vers est Jean Tzétzès (né vers 1110, mort peu après 1180) dont le « Livre d’histoires » (Khiliades), contient 12 000 vers de ce type et est intitulé : "Ιωάννου του Τζέτζου βιβλίον ιστορικόν το δια στίχων πολιτικών, άλφα καλούμενον..." (litt : De Jean Tzetzes, livre d’histoires en vers politiques, appelés alpha....). Toujours rejeté par les puristes, le « vers politique » fut adopté avec enthousiasme dans le milieu de la cour impériale au point où  Tzétzès  se plaindra que ses nobles mécènes exigeaient que ses vers adoptent cette forme ,.
L’époque allant de l’accession de Jean II Comnène en 1118 jusqu’à la fin du siècle voit se constituer un imposant corpus écrit en vers politiques sans que l’on puisse toujours en connaitre les auteurs, mais toujours en relation avec l’empereur, sa famille et leur entourage .
Au siècle suivant, Maximos Planudès (né vers 1255/1260 – mort vers 1305/1310) écrivit entre 1270 et 1305 un traité de grammaire dans lequel, parlant de la métrique, il déplore l’abandon des usages anciens au profit du vers politique : « Il y a quelque temps (je ne sais pourquoi les hommes sont tombés si bas) ce mètre [l’hexamètre] convenant aux exploits héroïques et à la narration, fut soit négligé, soit abandonné […] Ils sont même allés plus loin […] et composent des vers qu’ils appellent « politiques », et rejetant comme folie tout mètre quantitatif, ils se basent sur une métrique à deux accents, l’un au milieu l’autre à la fin. Et ils croient que tout est bien. Des accents, oh Terre et Soleil ! au lieu de syllabes, l’une longue, l’autre courte. Et c’est ainsi qu’ils rédigent leur mètre, comme si nous écrivions avec des accents et non avec des lettres…".
En dépit des objections des poètes et grammairiens traditionalistes, le vers politique fut introduit dans de nombreux genres (poèmes religieux ou édifiants, ecphrases). Souvent organisé dans des distiques, il a aussi servi pour des poèmes très courts (épigrammes). Il fut utilisé abondamment  du IXe siècle ou Xe siècle aux XIXe siècle et XXe siècle et survit  encore aujourd’hui  dans les chansons folkloriques traditionnelles. Parmi les plus anciens textes importants composés en utilisant de tels vers, citons : le Digénis Akritas, poème épique datant sans doute du début du XIIe siècle; les Chiliades de Jean Tzétzès (dont le vrai titre est : Βιβλίον ἱστορικὸν τὸ διὰ στίχων πολιτικῶν, Livre d'histoire en vers politiques) ; les romans en vers à partir du XIIe siècle. Plus récemment, c'est aussi la forme utilisée dans l'Erotókritos de Vicenzos Kornaros et du poème Les libres assiégés de Dionýsios Solomós.

## Technique et structure
Contrairement à la poésie rythmique, le vers politique se distingue par l’utilisation constante du même nombre de pieds dans tous les vers.
Le vers politique est un pentédécasyllabe (vers de quinze syllabes) représentant une métrique d'accent (et non plus une métrique de quantité comme dans la poésie grecque de l'Antiquité). Les éléments constants de ce vers sont: les quinze syllabes (isosyllabie); la césure après la huitième syllabe ; la pénultième syllabe toujours accentuée, et les 13e et 15e jamais. Sinon, les deux schémas principaux sont les suivants :
υ - x x x - υ υ // υ - υ - υ - υ
- υ x x x υ υ - // - υ υ - υ - υ
(Dans ces schémas, - représente une syllabe toujours accentuée; υ une syllabe jamais accentuée ; x une syllabe accentuée ou non.).
Un exemple typique de l’emploi du vers politique dans la poésie folklorique grecque est le début de cette ballade médiévale 
| Original, transcription phonétique |  | Traduction poétique |
| --- |  | --- |
| Saránta pénte mástori — ki' eksínda mathitádes Yofírin ethemélionan — stis Ártas to potámi. Olimerís to khtízane, — to vrádi gremizótan. |  | Les maitres-artisans quarante-cinq, — les apprentis-artisans soixante, jetaient les fondations — du pont sur l’Arta, Ils y travaillèrent toute la journée: —il s’écroula le soir venu. |
Cet extrait met en relief une  mécanique de composition relativement simple: la partie précédant la césure (les huit premières syllabes) expose l’idée principale que vient clarifier, illustrer ou infirmer les sept syllabes suivantes, soit en les expliquant, les complétant ou les répétant en d’autres mots. On rencontre peu de déviations de cette structure ou alors celles-ci sont mineures ou « accidentelles ».
Les vers politiques vont généralement par paire, formant ainsi une « strophe » de deux lignes que l’on appelle « distique » ou couplet. Le poème lui-même peut ainsi se résumer à une strophe de deux vers ou compter autant de strophes que souhaite le poète. Certains poèmes narratifs de l’époque primitive comptent des milliers de vers. Dans ces distiques, le deuxième vers reprend la forme du premier sauf que la première partie n’expose plus une idée, mais vient plutôt compléter ou illustrer celle du premier vers.
La langue utilisée est de nature sobre et utilitaire : noms, verbes, pronoms et liens. Les adjectifs et les adverbes sont normalement absents. Les vers sont ainsi simplifiés à l’extrême  et dépourvus d’ornements.

## Atmosphère créée
Une « impression imitant la musique » pourrait décrire l’atmosphère et l’ambiance créées par le vers politique. Lorsque récités sur une longue période, ces vers peuvent donner au lecteur d’aujourd’hui une impression de monotonie. Celle-ci découle de la  forme rigide qui exclut les variations d’un vers à l’autre : les mêmes quinze syllabes de vers iambiques ainsi que leur césure après la huitième syllabe se déroulent l’une après l’autre. C’est probablement aussi pourquoi ces vers ne sont pas rimés, ce qui ne ferait qu’ajouter à la monotonie.  Il est vrai que cette structure uniforme est parfois interrompue par le fait que la césure est absente ou ne se trouve pas après la huitième syllabe. Mais il s’agit là d’exceptions plutôt que de règles et semblent accidentelles ou inévitables comme c’est le cas surtout dans les anciens poèmes « épiques ».
Il faut également se souvenir que les poèmes rédigés en vers politiques n’étaient pas conçus pour être récités, mais plutôt pour être chantés et même « dansés ».  La monotonie du récit disparait alors dans l’atmosphère musicale créée par la prosodie (lorsque chantées, certaines syllabes deviennent longues, d’autres courtes) et ceci entraine le mouvement des corps. La monotonie du rythme s’efface devant l’intérêt du récit lui-même. Enfin, la monotonie du vers peut en faciliter la mémorisation comme on l’a vu chez Psellos.
À l’origine, le vers politique faisait partie d’une tradition poétique orale dans la société médiévale en grande partie analphabète qui y trouvait une méthode naturelle pour exprimer ses sentiments de façon simple, naturelle et moins pompeuse que dans la poésie officielle.

## Utilisation

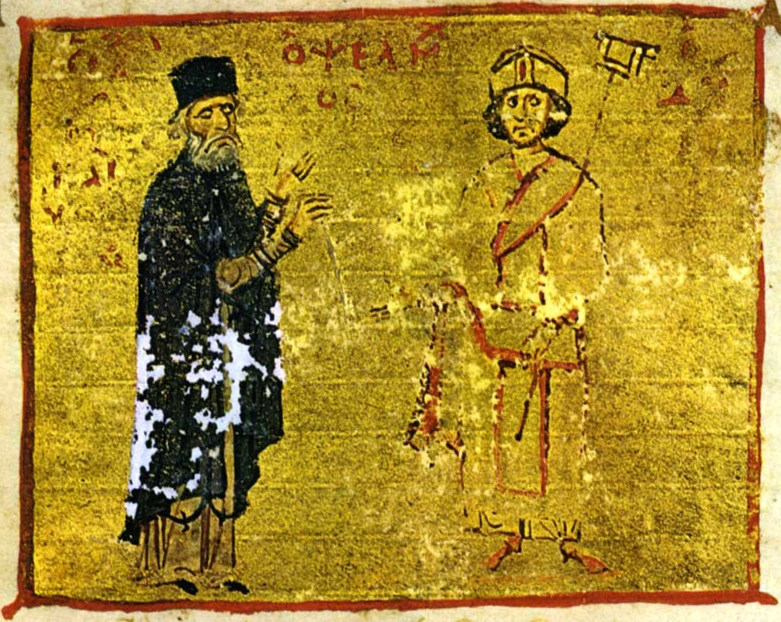
Michel Psellos avec son élève, le futur Michel VII Doukas.

Le terme « politique » n’a ici aucun lien  avec « la politique ».  Le terme grec « Πολιτικός » signifiait surtout, en grec tardif, « civil », ou « urbain », ou même « d'usage courant », c’est-à-dire qu’il était utilisé dans la poésie séculière ou laïque, pour plaire aux gens de la ville ou de la cité.
On peut dès lors s’étonner que le vers politique, d’origine populaire,  soit si intimement lié à la famille impériale et ait trouvé une telle faveur à la cour. Une explication proposée par le professeur Jeffrey est que pratiquement tous les poèmes laudatifs chantés au nom du peuple lors des nombreuses cérémonies ayant l’hippodrome pour cadre l’étaient en vers politiques, comme ceux adressés à Jean II Comnène à l’occasion de Noël et de l’Épiphanie ou les nombreux péans chantés au nom des dèmes lors de mariages impériaux; de telle sorte qu’avec le XIIe siècle, il devint naturel d’exprimer en vers politiques toute adresse à un membre de la famille impériale.
Une deuxième explication tient au fait que la plupart des textes attribués à Michel Psellos dans cette forme de vers sont dédicacés à Constantin IX Monomaque ou au futur Michel VII Doukas dont il était le tuteur. L’utilisation du vers politique comme introduction à différents sujets comme la rhétorique, la grammaire, le droit et même des questions religieuses, semble liée à un souci de précision et de simplicité. Comme il le dit lui-même, il veut être à la fois concis et complet, compris immédiatement et facilement. Le vers politique a donc manifestement chez lui une vocation pédagogique et vise à expliquer dans des termes simples et faciles à mémoriser des notions intellectuelles plus complexes, un peu comme les ânonnements des élèves apprenant autrefois les tables de multiplication.
Hors de la cour, le vers politique était utilisé à la fois dans la poésie folklorique et lyrique et ce, dans tous les genres de poèmes : poèmes amoureux, lamentations, épigrammes, didactiques et narratifs. Les vers politiques qui nous sont les plus familiers sont ceux que l’on retrouve dans les longs poèmes « héroïques » ou « épiques » du Moyen-Âge comme les épopées acritiques  ou les chants folkloriques traditionnels. On les retrouve également  dans les poèmes du Crétois Stéphane Sachlikis (1330 - après 1391), dans les romans amoureux rédigés après le XIIe siècle, dans les  poèmes à caractère macabre dits « paralogai » (chants ou airs traditionnels grecs, puisés dans les croyances et traditions populaires ou la vie quotidienne, ayant un contenu paranormal ou morbide) comme le « Chant du frère défunt » (en grec: Το Τραγούδι Του Νεκρού Αδερφού, appelé généralement  Του Νεκρού Αδερφού), composé au IXe siècle et considéré comme le plus ancien chant folklorique traditionnel grec.

## Place dans la littérature

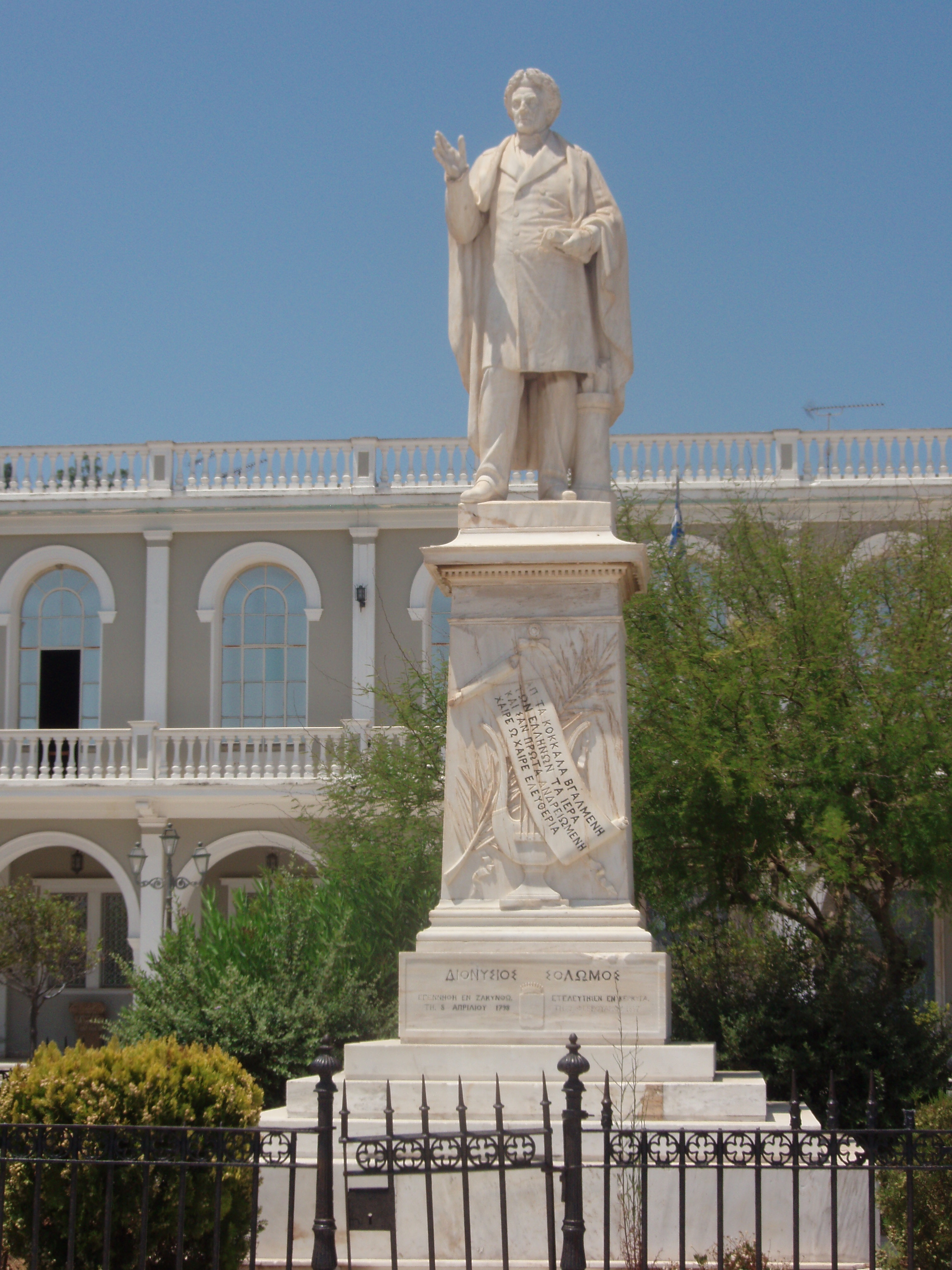
Statue de Dionysios Solomos sur la place du même nom à Zante.

Le vers politique constitue une caractéristique essentielle de la poésie grecque traditionnelle, particulièrement entre 1100 et 1850. C’est la forme qu’adopte la plupart des chansons folkloriques grecques, même aussi éloignées dans le temps que le roman d’amour médiéval crétois « Erotokritos » et la troisième version du Ἐλεύθεροι Πολιορκημένοι (Les libres assiégés), écrit en 1845 par Dionysios Solomos et considéré comme l’un des chefs-d’œuvre de la poésie grecque moderne. On croit que le vers politique par sa popularité, sinon son utilisation, a remplacé le fameux hexamètre dactylique des anciens Grecs, avec l’apparition de la poésie grecque moderne et l’abandon de la métrique et de l’accent tonal, étant mieux adaptée à ce qui les a suivi, l’accent tonique. Cette forme métrique convient tout naturellement au grec moderne  (c.à.d. celui parlé après les IXe siècle-Xe siècle). Il est facile de produire, presque sans y penser, des poèmes ou des distiques en vers politiques qui peuvent devenir une façon habituelle de s’exprimer si on le souhaite.

### Ouvrages traitant en tout ou en partie du sujet
- (de) Beck, H.G. Geschichte der byzantinischen Volksliteratur, Munich, C.H. Beck Verlag, 1971.  (ISBN 3-406-01420-8).
- (fr) Louis Bréhier, La civilisation byzantine, Paris, Albin Michel, coll. « L’évolution de l’humanité », 1970 (1re éd. 1950).
- (en) Averil Cameron, The Byzantines, Chichester, Wiley-Blackwell, 1970, 296 p. (ISBN 978-1-4051-9833-2, lire en ligne).
- (de) Karl Dietrich, Geschichte der byzantinischen und neuegrischichen Literatur, Leipzig, C. F. Amelang, 1909 (lire en ligne).
- (en) Easterling, P.E. and B.M.W. Knox. The Cambridge History of Classical Literature”, Volume 1, Greek Literature, Part 1, Early Greek Poetry. Cambridge. Cambridge University Press, 1989.  (ISBN 978-0521359818).
- (en) Eftymiadis, Stephanos. Hagiography in Byzantium: Literature, Social History and Cult” (Variorum Collected Studies). 2011.  (ISBN 978-1409430162).
- (de) Hunger, Herbert. Die hochsprachliche profane Literatur der Byzantiner. München, Beck, 1978. 2 v. (Handbuch der Altertumswissenschaft ; v. 12, Abt. 5).
- (en) J. M. Hussey, The Orthodox Church in the Byzantine Empire, Oxford, Oxford University Press, 2010 (1re éd. 1986), 456 p., livre de poche (ISBN 978-0-19-958276-1).
- (en) Jeffreys, Michael J. "The Nature and Origins of the Political Verse." Dumbarton Oaks Papers 28, 1974, pp. 141-195.
- (en) Kazhdan, A.P. A History of Byzantine Literature (650-850). Athens, Unknown publisher, 1999. Coll. (Research series = Ereunetike vivliotheke).  (ISBN 960-371-010-5).
- (en) A. P. Kazhdan et Ann Wharton Epstein, Change in Byzantine culture in the eleventh and twelfth centuries, Berkeley, University of California Press, 1985, 287 p. (ISBN 0-520-06962-5, lire en ligne).
- (en) Alexander Kazhdan (dir.), Oxford Dictionary of Byzantium, New York et Oxford, Oxford University Press, 1991, 1re éd., 3 tom. (ISBN 978-0-19-504652-6 et 0-19-504652-8, LCCN 90023208).
- (en) Kazhdan, A.P. and Simon Franklin. Studies on Byzantine Literature of the Eleventh and Twelfth Centuries. Cambridge, Cambridge University Press, 2009,  (ISBN 978-0521105224).
- (en) Krumbacher, Karl. The History of Byzantine Literature: from Justinian to the end of the Eastern Roman Empire (527-1453), 2nd ed. Munich, Beck, 1897.
- (en) Macrides, Ruth. History as Literature in Byzantium. Farnham, Ashgate, 2010 Coll. Society for the Promotion of Byzantine Studies, vol 15.   (ISBN 978-14094-12069) (hbk).
- (en) Henry Maguire, Art and Eloquence in Byzantium, Princetown (New Jersey), Princeton University Press, 1981, 148 p., livre de poche (ISBN 0-691-03972-0 et 0-691-03693-4).
- (en) Nagy, Gregory. Greek Literature in the Byzantine Period (Greek Literature Vol 9) New Yord/London, Routledge, 2001.  (ISBN 978-0415937719).
- (fr) Romilly, Jacqueline de. Précis de littérature grecque. Paris, Presses Universitaires de France, 1980.  (ISBN 2-13043882-2).
- (de) Rosenqvist, J. Die byzantinische Literatur : vom 6. Jahrhundert bis zum Fall Konstantinopels, 1453. Berlin, Walter de Gruyter, 2007.  (ISBN 978-3-11-018878-3).
- (en) Treadgold, Warren. The Early Byzantine Historians. Londres, Palgrave McMillan, 2007 and 2010.  (ISBN 978-0-230-24367-5).
- (en) Treadgold, Warren. The Middle Byzantine Historians. Londres, Palgrave McMillan, 2013.  (ISBN 978-1-137-28085-5).
- (en) A. A. Vasiliev, History of the Byzantine Empire, Madison (Wisconsin), University of Wisconsin Press, 1952, 2 vol. (ISBN 0-299-80925-0).
- (en) A. A. Vasiliev, History of the Byzantine Empire, Madison (Wisconsin), University of Wisconsin Press, 1980, 2 vol. (ISBN 0-299-80925-0).

### Articles d’encyclopédies traitant du sujet
- (en) Karl Dieterich, « Byzantine Literature », dans The Catholic Encyclopedia, vol. 3, New York, Robert Appleton Company, 1908 (lire en ligne).
- (en) Alexander Kazhdan (dir.), Oxford Dictionary of Byzantium, t. 2, New York et Oxford, Oxford University Press, 1991, 1re éd., 3 tom. (ISBN 978-0-19-504652-6 et 0-19-504652-8, LCCN 90023208), « Literature ».
- (en) Peter A. Mackridge, « Greek literature », dans Encyclopædia Britannica, 2013 (lire en ligne).
- « La littérature byzantine », dans Imago Mundi (lire en ligne).
- « Byzance, La littérature », dans Encyclopédie Universalis (lire en ligne).